# فرانز جريسباخ
فرانز جريسباخ (21 ديسمبر 1892 - 24 سبتمبر 1984) كان جنرالًا ألمانيًا خلال الحرب العالمية الثانية. وقد حصل على وسام الفارس الصليبي الحديدي بأوراق البلوط وسيوف.

## الجوائز
- الصليب الحديدي (1914) الدرجة الثانية (22 ديسمبر 1914) والدرجة الأولى (23 أغسطس 1917) [1]
- مشبك الصليب الحديدي (1939) الدرجة الثانية (22 أكتوبر 1941) والدرجة الأولى (22 نوفمبر 1941)
- وسام الفارس الصليبي الحديدي بأوراق البلوط والسيوف
  - صليب الفارس في 14 مارس 1942 بصفته الرائد وقائد I.Infanterie-Regiment 391 [2] [3]
  - باوراق البلوط في 17 مايو 1943 بصفته أوبرست وقائد فوج غرينادير فوج 399 [4]
  - بالسيوف 6 مارس 1944 بصفته أوبرست وقائد فوج غرينادير فوج 399 [5]

### اقتباسات
1. ↑  Thomas 1997, p. 222.
2. ↑  Scherzer 2007, p. 348.
3. ↑  Fellgiebel 2000, p. 203.
4. ↑  Fellgiebel 2000, p. 69.
5. ↑  Fellgiebel 2000, p. 42.